# Об'єднана експедиційна база Літл-Крік—Форт Сторі
Об'єднана експедиційна база Літл-Крік—Форт Сторі (англ. Joint Expeditionary Base Little Creek–Fort Story, JEBLC-FS) — об'єднана міжвидова військова база Збройних сил США, що розташована у Вірджинія-Біч, штат Вірджинія. Об'єднана військова база Літл-Крік—Форт Сторі утворена 1 жовтня 2009 року шляхом злиття армійської бази Форт Сторі і об'єднаної амфібійної бази ВМС Літл-Крік.

## Історія
1 жовтня 2009 року в Гемптон Роудс була створена перша об'єднана експедиційна база Літл Крік — Форт Сторі, яка стала першою об'єднаною міжвидовою інфраструктурою такого типу. База «Літл-Крік-Форт-Сторі» є головним об'єктом країни для розміщення і підготовки Експедиційних сил Збройних Сил США. Це одне командування з двома підпорядкованими об'єктами: об'єднана експедиційна база армії Форт-Сторі і об'єднана експедиційна база флоту Літл-Крік. Об'єднана експедиційна база складається з колишньої військово-морської десантної бази Літл-Крік і армійської бази Форт-Сторі. Форт-Сторі є спадкоємцем заснованого на цьому місці першого форту у 1607 році з початком колонізації Північної Америки європейцями. Літл-Крік починався як тренувальний полігон для амфібійних сил часів Другої світової війни. Разом вони складають перлину американських військових баз.
Об'єднана експедиційна база Літл-Крік є головною оперативною базою експедиційних сил Атлантичного флоту ВМС США. База складається з чотирьох об'єктів у трьох локаціях, включаючи майже 12 000 акрів (4 900 га) нерухомості. Головний пункт постійної дислокації в Літл-Крік у Вірджинія-Біч, штат Вірджинія, має загальну площу 2120 акрів (860 га) землі. Інші об'єкти включають 350 акрів (140 га), розташовані на північ від Центру підтримки тренувань Гемптон Роудс у Вірджинія-Біч, і 21 акр (8,5 га), відомий як Радіо-Айленд у Моргед-Сіті, Північна Кароліна, який використовується як зона посадки/висадки підрозділів морської піхоти США на базі морської піхоти Кемп-Леджейн, Північна Кароліна.
Форт Сторі розташований у Вірджинія-Біч на мисі Генрі біля входу в Чесапікську затоку. На ньому є різнорідні об'єкти та локації підготовки військ: унікальне поєднання дюн, пляжів, піску, прибою, глибоководної якірної стоянки, змінних припливів і відпливів, приморського лісу і відкритих ділянок землі. База є ідеальним місцем і тренувальним середовищем як для армійських десантних операцій, так і для навчань Об'єднаних сил з логістики і тилового забезпечення на суші.
База включає 1451 акрів (5,9 км²) піщаних стежок, кипарисових боліт, приморського лісу, трав'янистих дюн і пляжів з м'яким і твердим піском. Західні пляжі широкі, пологі та омиваються водами Чесапікської затоки. Східні пляжі піддаються впливу більш бурхливих вод атлантичного прибою.